# Dragan Andrić
Dragan Andrić (né le 6 juin 1962 à Dubrovnik) est un joueur yougoslave (serbe) de water-polo, entraîneur depuis le début des années 2000, notamment l'équipe de la République fédérale de Yougoslavie lors des Jeux olympiques de 1996 et les équipes du Japon et de la Grèce. Il a été champion olympique avec l'équipe de Yougoslavie aux Jeux de 1984 et à ceux de 1988.

## Biographie
À onze ans, en 1973, il intègre le Vaterpolo klub Partizan à Belgrade où il joue en équipe première de 1979 à 1989. Sélectionné dans l'équipe nationale yougoslave, il est deux fois champion olympique aux Jeux de 1984 à Los Angeles et de 1988 à Séoul.
Il termine sa carrière hors de Yougoslavie : la saison 1989-1990 au club de Pescara, en Italie, et la suivante au Club Natació Catalunya, en Espagne, où il termine sa carrière de joueur.
Entraîneur, il commence à exercer au Club Natació Catalunya et son équipe remporte la coupe d'Europe des clubs champions en 1995. De 1996 à 1998, il est le sélectionneur de l'équipe de la République fédérale de Yougoslavie, réduite aux joueurs monténégrins et serbes, avant d'encadrer celle du Japon de 1998 à 2000. Il revient en Yougoslavie pour s'occuper de l'équipe nationale B pendant la saison 2001.
Installé en Grèce depuis 2001, il a entraîné l'Athletikós Naftikós Ómilos Glyfádas en 2001-2001, le Naftikós Ómilos Chios de 2002 à 2008 et le Panathinaïkos de 2008 à 2010. En octobre 2010, il devient le sélectionneur de l'équipe nationale grecque.

## Palmarès

### Joueur en équipe nationale
- 2 titres olympiques : 1984 et 1988.
- 1 titre de champion du monde : 1986.

### Entraîneur de clubs
- 1 coupe d'Europe des clubs champions : 1995 avec Club Natació Catalunya.